# Matthew Brammeier
Matthew Brammeier (Liverpool, 7 juni 1985) is een Iers voormalig wielrenner die in 2017 en 2018 reed voor Aqua Blue Sport. Hij is getrouwd met veldrijdster Nikki Harris.

## Carrière
Voordat hij bij Aqua Blue Sport tekende reed hij onder andere voor Omega Pharma-Quick-Step en HTC-Highroad. In 2015 leek Brammeier aanvankelijk zonder ploeg te zitten, maar hij tekende halverwege januari een contract bij het Zuid-Afrikaanse MTN-Qhubeka.
Tot 2010 reed Brammeier met een Britse licentie, vanaf dat jaar met de Ierse.

## Belangrijkste overwinningen
2003
 Brits kampioen op de weg, Junioren
2007
 Brits kampioen tijdrijden, Beloften
2010
 Iers kampioen op de weg, Elite
2011
 Iers kampioen tijdrijden, Elite
 Iers kampioen op de weg, Elite
2012
 Iers kampioen op de weg, Elite
2013
 Iers kampioen op de weg, Elite
GP Dr. Eugeen Roggeman
2014
Bergklassement Ronde van Langkawi
2015
4e etappe Ster ZLM Toer

## Resultaten in voornaamste wedstrijden
| Jaar | Gent-Wevelgem | Ronde van Vlaanderen | Parijs-Roubaix | Amstel Gold Race | Luik-Bast.‑Luik |  | WK op de weg |
| ---- | ------------- | -------------------- | -------------- | ---------------- | --------------- |  | ------------ |
| 2011 | opgave        |                      | buit.tijd      | opgave           | opgave          |  | 36e          |
| 2012 |               |                      |                |                  | opgave          |  |              |
| 2013 |               |                      |                |                  |                 |  | opgave       |
| 2014 |               |                      |                |                  |                 |  |              |
| 2015 | opgave        | opgave               | opgave         |                  | opgave          |  |              |
| 2016 | opgave        | opgave               | 105e           |                  |                 |  | opgave       |

## Ploegen
- 2006 –  DFL-Cyclingnews-Litespeed
- 2007 –  Profel Ziegler Continental Team
- 2008 –  Profel Prorace Continental Team
- 2009 –  An Post-Sean Kelly
- 2010 –  An Post-Sean Kelly
- 2011 –  HTC-Highroad
- 2012 –  Omega Pharma-Quick Step
- 2013 –  Champion System Pro Cycling Team
- 2014 –  Synergy Baku Cycling Project
- 2015 –  MTN-Qhubeka
- 2016 –  Team Dimension Data
- 2017 –  Aqua Blue Sport
- 2018 –  Aqua Blue Sport

Wielerploegen van Matthew Brammeier
Brammeier · M.Cassidy · De Schrooder · Eeckhout · Gallagher · Kelly · Lisabeth · McLaughlin · O'Brien · O'Loughlin · Peeters · Van Vooren
Borry · Brammeier · Brems · M.Cassidy · De Schrooder · Debusschere · Eeckhout · Ghyllebert · Hossay · Lisabeth · McLaughlin · McConvey · McNally · Minne · O'Brien · O'Loughlin · Scholtés · Suray · Halpin (stagiair) · Lavery (stagiair)
Albasini ·
Bak ·
Brammeier ·
Cavendish  ·
Degenkolb ·
Eisel ·
Fairly ·
Ghyselinck ·
Goss ·
Grabsch ·
Gretsch ·
Howard ·
Lewis ·
Martin   ·
Pate ·
Pinotti ·
Raboň ·
Rasmussen (tot 15/09) ·
Renshaw ·
Roulston ·
Siwtsow ·
Smukulis ·
van Garderen ·
M. Velits ·
P. Velits ·
Dempster (stagiair) ·
Norris (stagiair)
Bandiera · Boonen · Brammeier · Cataldo · Chavanel · Chicchi · Ciolek · De Weert · Devenyns · Fenn · Gołaś · Grabsch · Keisse · Kwiatkowski · Leipheimer · Maes · Martin     · Pauwels · Pineau · Raboň · Steegmans · Štybar · Terpstra · Trentin · Vandenbergh · Vandewalle · Van Keirsbulck · P. Velits · M. Velits · Vermote · Hoorne (stagiair) · Sénéchal (stagiair)
Anderson · Avery · Bell · Beyer · Brammeier · Butler · Feng · Friedemann · Gazvoda · Jang · Jiang · Jiao · Lewis · Liu · Nishizono · Ojavee · Othman · Roth · Schnaidt · Tang · Traksel · Wu · Xu · Brenes (stagiair) · Cheung (stagiair) · Smith (stagiair)
Asanov · Averin · Brammeier · Cəbrayılov · Davison · Eibegger · İlyasov · İsgəndərov · İsmayılov · Ələkbərov · Əsədov · Klemme · Lane · Lavery · McConvey · C. Schweizer · M. Schweizer · Sokol · Soeroetkovytsj · Walker
Berhane · Boasson Hagen · Bos · Brammeier · Ciolek · Cummings · Dougall · Farrar · Goss · R.Janse van Rensburg · J.Janse van Rensburg · Jim · Kudus · Meintjes · Niyonshuti · Pauwels · Reguigui · Sbaragli · Stauff · Teklehaimanot · Thomson · van Zyl · Venter · Julius (stagiair)
Antón · Berhane · Boasson Hagen · Bos · Brammeier · Cavendish · Cummings · Debesay · Dougall · Eisel · Farrar · Fraile · Haas · J.Janse van Rensburg · R.Janse van Rensburg · Jim · Kudus · Meyer · Niyonshuti · Pauwels · Reguigui · Renshaw · Sbaragli · Siwtsow · Teklehaimanot · Thomson · Venter · van Zyl · Eyob (stagiair) · Gebreigzabhier (stagiair) · Gibbons (stagiair)
Blythe · Brammeier · Christian · Denifl · Dunne · Fenn · Gate · Hansen · Howard · Irvine · Koning · Kreder · Nordhaug · Pearson · Warbasse · Watson
Archbold · Blythe · Brammeier · Christian · Denifl · Dunbar · Dunne · Fenn · Gate · Hansen · Koning · Kreder · Pearson · Pedersen · Warbasse · Watson